# 36 dagar på gatan
36 dagar på gatan är en svensk dokumentärserie som gick på SVT. Serien, som var uppdelad på sex avsnitt, hade premiär i december 2018. Serien baseras på den norska förlagan Petter Uteliggaren. Serien är producerad av ITV Studios. Producenter var Carolina Möllerstedt Widell och Niklas Nyberg.
I programmet bestämmer sig fotografen Christoffer Hjalmarsson för att försöka leva som hemlös under 36 dagar. Utan pengar, sovplats och utan sitt vanliga nätverk ger han sig ut i ett kallt vintrigt Stockholm.
36 dagar på gatan tilldelades år 2019 priset för Årets fakta- och samhällsprogram på Kristallengalan.